# Fange aux Mochettes

La Fange aux Mochettes est un site naturel ardennais constitué de landes et de tourbières faisant partie du plateau des Tailles et situé sur le territoire de la commune de La Roche-en-Ardenne (section de Samrée) en province de Luxembourg (Belgique). Elle est reprise comme Patrimoine immobilier exceptionnel de la Wallonie.

## Situation
La Fange aux Mochettes se situe le long et au sud de la route nationale 89 entre la Baraque de Fraiture et le village de Samrée qui se trouve à environ 2 kilomètres.  Elle est considérée comme la partie la plus occidentale du plateau des Tailles, un des sommets du massif ardennais. Le ruisseau de la Belle-Meuse y prend sa source.

## Description
D'une superficie de 71,33 ha pour une longueur ouest-est approximative de 1,7 km sur une largeur nord-sud d'environ 700 m, la Fange aux Mochettes est un espace naturel sauvage assez plat culminant à l'altitude d'environ 600 m. Il s'agit d'un des derniers exemples de tourbière haute non exploitée de la région. Toutefois, cette tourbière a tendance à s'assécher.

## Flore
De nombreuses espèces végétales rares et/ou menacées y croissent comme l'andromède (Andromeda polifolia), la canneberge (Vaccinium oxycoccos), l'airelle rouge (Vaccinium vitis-idaea), la linaigrette vaginée (Eriophorum vaginatum) et  la bruyère quaternée (Erica tetralix).

## Classement
Le site est classé comme monument le 1er février 1977 et repris sur la liste du patrimoine exceptionnel de la Région wallonne depuis 2016. Il est aussi repris comme site de grand intérêt biologique.
 Patrimoine classé (1977, no 83031-CLT-0005-01)
 Patrimoine exceptionnel (2009, no 83031-PEX-0001-03)

## Accès
L'intérieur du site ne comprend pas de chemins et n'est donc pas accessible au public. Toutefois, la route nationale 89 et des chemins forestiers ceinturent une partie de ce domaine mais sans pouvoir le pénétrer. 

## Source
- Site de la biodiversité en Wallonie